# Våran Scooby-Doo
Våran Scooby-Doo (engelska: What's New, Scooby-Doo?) är en amerikansk animerad serie producerad av Warner Bros. Animation, som sändes mellan åren 2002 och 2006. Detta är den nionde TV-serien om Scooby-Doo och hans vänner i det så kallade "Mysteriegänget", samt den första TV-serien på över ett årtionde (elva år), efter att dess föregångare Valpen Scooby-Doo avslutades år 1991. Seriens introlåt framförs i originalversionen av det kanadensiska rockbandet Simple Plan, som dessutom medverkar i ett avsnitt av säsong 2 i serien ("Simple Plan och den osynlige galningen").

## Handling
Seriens handling kretsar kring grand danoisan Scooby-Doo och hans vänner Fred, Daphne, Velma och Shaggy, som tillsammans bildar det välkända "Mysteriegänget". Under seriens gång dyker det upp en del konstiga, läskiga mysterium, som gruppen gör allt de bara kan för att försöka lösa, vilket de oftast brukar lyckas med.

## Rollista (i urval)
- Frank Welker – Fred Jones och Scooby-Doo
  - Peter Sjöquist (Fred Jones) och Stefan Frelander (Scooby-Doo) – svensk röst
- Grey DeLisle – Daphne Blake
  - Sharon Dyall – svensk röst
- Mindy Cohn – Velma Dinkley
  - Jennie Jahns – svensk röst
- Casey Kasem – Shaggy Rogers
  - Bobo Eriksson – svensk röst